# جاكي فارجو
جاكي فارجو (بالإنجليزية: Jackie Fargo)‏ هو مصارع محترف أمريكي، ولد في 17 مايو 1928 في كونكورد في الولايات المتحدة، وتوفي في 24 يونيو 2013 في تشاينا غروف في الولايات المتحدة بسبب قصور القلب.

## وصلات خارجية
- جاكي فارجو على موقع CageMatch worker (الإنجليزية)
- جاكي فارجو على موقع عالم المصارعة على الإنترنت (الإنجليزية)

- جاكي فارجو على موقع IMDb (الإنجليزية)